# トランプ・インターナショナル・ホテル・アンド・タワー (ニューヨーク)
トランプ・インターナショナル・ホテル・アンド・タワー (Trump International Hotel and Tower) は、ニューヨーク市マンハッタンに建つ超高層ビルである。住所は、コロンバスサークル沿いのブロードウェイとセントラルパーク・ウエストの向かい、セントラルパーク・ウエスト1号である。ビルの高さは177 mで52階建てである。
トランプ・オーガナイゼーションの所有で、ホテルと居住用コンドミニアムから成っている。このビルは元々は1969年に建てられたen:Thomas E. Stanley設計のGulf and Westernビルだったが、1995年から1997年の間に骨組みを残してファサードの張り替えが行われた。新しいファサードの設計はフィリップ・ジョンソンおよびCostas Kondylisによる。
このビルは2011年のコメディ・クライム映画「ペントハウス」で使用された。